# Both Sides Now (album de Joni Mitchell)
Pour l’article homonyme, voir Both Sides, Now.
Albums de Joni Mitchell
Taming the Tiger
(1998) Travelogue
(2002)
Both Sides Now est le dix-septième album studio de Joni Mitchell, sorti le 8 février 2000 (édition limitée) et le 20 février 2000 (édition standard).

## Contenu
Dans cet opus, Joni Mitchell reprend des standards du jazz, à l’exception de A Case of You qui figurait sur son album Blue, sorti en 1971, et Both Sides, Now, tiré de son album Clouds, sorti en 1969.
Une édition limitée a été publiée pour la Saint-Valentin dans un emballage en forme de boîte de chocolats contenant, outre le disque, plusieurs lithographies de peintures originales de Mitchell. 
La pochette montre un autoportrait de Joni Mitchell affichant une expression déprimée.

## Réception
L'album s'est classé 9e au Top Internet Albums et 66e au Billboard 200.
En 2001, Joni Mitchell a remporté deux Grammy Awards pour Both Sides Now, celui du « meilleur album vocal pop traditionnel » et celui du « meilleur arrangement instrumental et vocal ».

## Liste des titres
| No  | Titre                       | Auteur                                        | Durée |
| --- | --------------------------- | --------------------------------------------- | ----- |
| 1.  | You're My Thrill            | Sidney Clare, Jay Gorney                      | 3:52  |
| 2.  | At Last                     | Mack Gordon, Harry Warren                     | 4:28  |
| 3.  | Comes Love                  | Lew Brown, Sam H. Stept, Charles Tobias       | 4:29  |
| 4.  | You've Changed              | Bill Carey, Carl Fischer                      | 5:00  |
| 5.  | Answer Me, My Love          | Fred Rauch, Carl Sigman, Gerhard Winkler      | 3:23  |
| 6.  | A Case of You               | Joni Mitchell                                 | 5:52  |
| 7.  | Don't Go to Strangers       | Redd Evans, Arthur Kent, David Mann           | 4:10  |
| 8.  | Sometimes I'm Happy         | Irving Caesar, Clifford Grey, Vincent Youmans | 3:58  |
| 9.  | Don't Worry 'Bout Me        | Rube Bloom, Ted Koehler                       | 3:49  |
| 10. | Stormy Weather              | Harold Arlen, Ted Koehler                     | 3:07  |
| 11. | I Wish I Were in Love Again | Lorenz Hart, Richard Rodgers                  | 3:36  |
| 12. | Both Sides, Now             | Joni Mitchell                                 | 5:45  |

## Personnel
| - Joni Mitchell : chant - Mark Isham : trompette - John Anderson : hautbois - Julie Andrews : basson - Nick Bucknall : clarinette - Stan Sulzmann : clarinette, flûte - Philip Todd : clarinette, flûte et flûte alto - Jamie Talbot : clarinette, flûte, flûte alto et saxophone alto - Andrew Findon : flûte - Dave Arch : piano - Vaughan Armon : violon - Kate Wilkinson : alto | - Dave Daniels : violoncelle - Philip Eastop : cor d'harmonie - John Barclay : trompette - Pete Beachill : trombone - Wayne Shorter : saxophones soprano et ténor - Owen Slade : tuba - Richard Henry : trombone basse - Peter Erskine : batterie - Chris Laurence : contrebasse - Frank Ricotti : percussions - Herbie Hancock : piano - Skaila Kanga : harpe |